# Jean Lonhienne
Jean Louis Godefroid Lonhienne (Luik, 9 januari 1787 - 22 april 1871) was een Belgisch senator.

## Levensloop
Lonhienne was een zoon van advocaat Laurent Lonhienne en van Elisabeth Jolin. Hij bleef vrijgezel.
Hij promoveerde tot doctor in de rechten (1812) aan de Universiteit van Parijs en vestigde zich als advocaat aan de balie van Dinant (1813-1850) en Luik (1850-1867).
Hij was ook industrieel:
- medestichter van de Société d'Erkenteel, Delforge et Compagnie,
- medestichter van de Mines et Fonderies de Plomb, Cuivre et Zinc des Sept Montagnes,
- bestuurder van de Société pour la fabrication de machines à vapeur,
- bestuurder van de Banque industrielle et commerciale de Liège.

In 1858 werd hij liberaal senator voor het arrondissement Luik en vervulde dit mandaat tot aan zijn dood.
Hij was verder ook:
- achtbare meester in de vrijmetselaarsloge Les Enfants de la Bonne Amitié in Dinant,
- voorzitter van de kerkfabriek van de kerk van Dinant,
- lid van het bestuur van de Burgerlijke Godshuizen in Luik,
- lid van het Weldadigheidsbureel van Luik.